# Мелкумян Грант Славович
Грант Славович Мелкумян (вірм. Հրանտ Սլավայի Մելքումյան; нар. 30 квітня 1989) — вірменський шахіст, гросмейстер від 2008 року.
Його рейтинг станом на березень 2020 року — 2663 (77-ме місце у світі, 3-тє — у Вірменії).

## Шахова кар'єра
Неодноразово представляв Вірменію на чемпіонаті світу та Європи серед юніорів у різних вікових категоріях, найбільшого успіху досягнувши 2006 року в Батумі, де завоював титул віце-чемпіона світу до 18 років. 2011 року виграв у Варшаві титул чемпіона Європи зі швидких шахів.
Першу норму гросмейстера виконав у 2007-му (поділив 1-ше місце в Гродзиску-Мазовецькому, разом з Бартоломеєм Мацеєю і Даріушем Шоном). Другу і третю норми — 2008 року (1-ше місце в Бєлгороді й на чемпіонаті світу до 20 років в Газіантепі).
До інших його успіхів належать:
- 3-тє місце в Севані (2006, позаду Нікіти Вітюгова i Армяна Пашикяна),
- поділ 3-го місця у Львові (2007, позаду Юрія Вовка i Михайла Олексієнка, разом з Ігорем Смірновим),
- поділ 1-го місця в Єревані (2007, разом з Давидом Калаш'яном і Самвелом Тер-Саакяном),
- поділ 1-го місця в Кавалі (2009, разом з Ніджатом Мамедовим, Альберто Давідом, Чандою Сандіпаном, Абгіджітом Гуптою, Владиславом Невєднічим i Сергієм Волковим),
- поділ 2-го місця в Абу-Дабі (2009, позаду Олексія Александрова, разом з Ашотом Анастасяном i Завеном Андріасяном),
- поділ 1-го місця в Петербурзі (2009, меморіал Михайла Чигоріна, разом з Андрієм Девяткіним, Чжоу Вейці, Сергієм Волковим i Андрієм Ричаговим),
- поділ 1-го місця в Дубаї (2010, разом із, зокрема, Торніке Санікідзе, Едуардо Ітуррісагою i Олексієм Александровим),
- поділ 2-го місця в Сараєво (2011, Bosna Open, позаду Баадура Джобави, разом з Боркі Предоєвичем, Константіном Лупулеску i Мірчею-Еміліаном Пирліграсом),
- поділ 1-го місця в Мартуні (2011, разом з Баадуром Джобавою),
- поділ 2-го місця в Золотих Пісках (2012, позаду Лу Шанглея, разом із, зокрема, Олександром Іпатовим, Гансом Тікканеном i Захаром Єфіменком),
- поділ 1-го місця в Лондоні (2012, Chess Classic Open, разом з Робіном Ван Кампеном),
- 2-ге місце в Албені (2013, позаду Тиграна Л. Петросяна, разом із, зокрема, Мірчею Пирліграсом),
- 1-ше місце в Граці (2014)[2],
- 1-ше місце в Тепліце (2014)[3],
- 1-ше місце в Бенаске (2014, разом із, зокрема, Хорхе Корі Тельйо, Мігелем Ільєскасом Кордобою i Крістіаном Крузом Санчесом)[4],
- поділ 1-го місця в Ризі (2014, разом з Ріхардом Раппортом)[5].

2013 року зумів потрапити на кубок світу, який проходив у Тромсе, але в 1-му раунді поступився Хуліо Гранді.
Найвищий рейтинг Ело в кар'єрі мав станом на 1 вересня 2014 року, досягнувши 2678 пунктів ділив тоді 60-63-тє місця в рейтинг-листі ФІДЕ, водночас посідав 3-тє місце серед вірменських шахістів.

## Зміни рейтингу
| На цьому місці має відображатися графік чи діаграма, однак з технічних причин його відображення наразі вимкнено. Будь ласка, не видаляйте код, який викликає це повідомлення. Розробники вже працюють для того, щоби відновити штатне функціонування цього графіка або діаграми. | |
| | На цьому місці має відображатися графік чи діаграма, однак з технічних причин його відображення наразі вимкнено. Будь ласка, не видаляйте код, який викликає це повідомлення. Розробники вже працюють для того, щоби відновити штатне функціонування цього графіка або діаграми. |